# Asesinato de Ruth Marie Terry
Ruth Marie Terry (8 de septiembre de 1936 - c. julio de 1974), conocida informalmente hasta su identificación como La Dama de las Dunas (en inglés: Lady of the Dunes) fue una mujer asesinada descubierta el 26 de julio de 1974 en las dunas de Race Point, Provincetown, Massachusetts. Su cuerpo fue exhumado en 1980, 2000 y 2013 en un esfuerzo por identificarla.
El 31 de octubre de 2022, la oficina de campo del FBI en Boston anunció que la víctima había sido identificada oficialmente. Su marido, Guy Muldavin, fue nombrado oficialmente como su asesino el 28 de agosto de 2023.

## Descubrimiento
El 26 de julio de 1974, una niña de 12 años siguió a su perro, el cual ladraba y estaba atraído por un fuerte olor a descomposición, y terminó encontrando el cuerpo de una mujer en las dunas de Race Point, Provincetown, Massachusetts. El cadáver estaba a solo unos metros de una carretera y presentaba una importante actividad de insectos. Dos conjuntos de huellas de la talla 42 conducían al cuerpo, y se encontraron huellas de neumáticos a unos 50 m de la escena. La mujer pudo haber muerto unas dos semanas antes de que se encontrase su cuerpo.

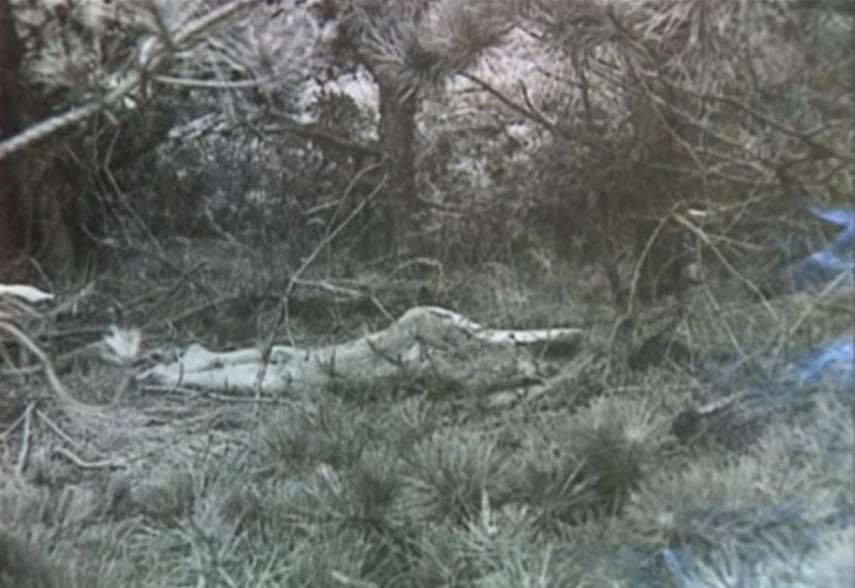
El cuerpo de la víctima tras su descubrimiento.

La víctima estaba desnuda boca abajo sobre la mitad de una toalla de playa verde. No había señales de lucha; la policía pensó que conocía a su asesino o que estaba dormida cuando murió. Un pañuelo azul y un par de jeans Wrangler estaban debajo de su cabeza. Tenía el pelo largo castaño rojizo o rojo, recogido en una cola de caballo con una banda elástica con motas doradas. Las uñas de los pies estaban pintadas de rosa. 
La policía determinó que la mujer medía aproximadamente 1,67 m de altura, pesaba unos 66 kg y tenía una constitución atlética. También tenía trabajos dentales, como coronas, por un valor de 5,000 a 10,000 dólares; los dentistas lo llaman "estilo neoyorquino" de trabajo dental. La mayoría de las fuentes indicaban que tendría entre 25 y 40 años. Sin embargo, podría haber tenido de 20 a 49 años.
La mujer fue casi decapitada, posiblemente por estrangulamiento; un lado de su cabeza había sido aplastado con (posiblemente) una herramienta de tipo militar. Esta lesión en la cabeza fue lo que la mató. Varios de sus dientes habían sido extraídos. Le faltaban ambas manos y el antebrazo derecho. También había signos de agresión sexual con un palo, probablemente post mortem.
Algunos investigadores creen que los dientes, las manos y el antebrazo que faltan indican que el asesino quería ocultar la identidad de la víctima o la suya propia.
La mujer fue enterrada en octubre de 1974 después de que el caso se enfriara. En 2014, uno de los investigadores recaudó fondos para un nuevo ataúd, porque el ataúd de metal delgado original estaba oxidado y deteriorado.

## Investigación

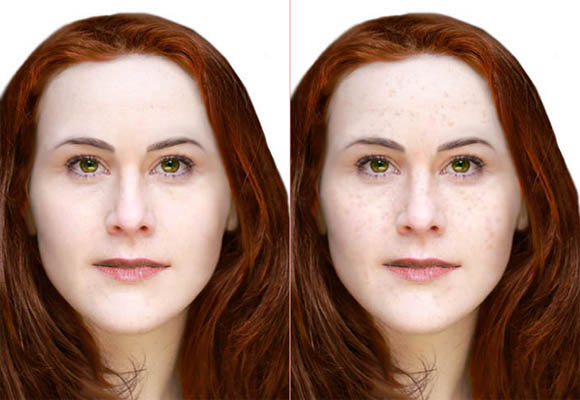
Reconstrucción por ordenador de 2010, que representa a la víctima con y sin pecas.

La policía examinó miles de casos de personas desaparecidas y una lista de los vehículos autorizados que circulaban por la zona; no se encontraron coincidencias. En la escena, la arena y la toalla de playa no habían sido perturbadas, lo que sugiere que el cuerpo fue posiblemente trasladado a ese lugar específico donde se encontró. No se halló ninguna otra prueba (además de los pantalones vaqueros, el pañuelo, la toalla y el coletero) a pesar de las extensas búsquedas en las dunas circundantes.
Se creó la primera reconstrucción facial de la mujer con arcilla en 1979. Sus restos fueron exhumados en 1980 para su examen; no se descubrieron nuevas pistas (aunque el cráneo no estaba enterrado en ese momento). El cuerpo fue exhumado nuevamente en marzo de 2000 para tomar muestras de ADN. En mayo de 2010, su cráneo fue escaneado para tomar imágenes que luego fueron utilizadas por el Centro Nacional para Niños Desaparecidos y Explotados para otra reconstrucción facial por ordenador.

### Pistas
En 1987, una mujer canadiense le dijo a un amigo que había visto a su padre estrangular a una mujer en Massachusetts alrededor de 1972. La policía intentó localizar a la mujer pero sin éxito. Otra mujer dijo a la policía que la reconstrucción de la víctima se parecía a su hermana, que desapareció en Boston en 1974.
Los investigadores también siguieron una pista que involucraba a la criminal desaparecida Rory Gene Kesinger, quien tendría 25 años de edad al momento del asesinato (se escapó de la cárcel en 1973). Las autoridades vieron un parecido entre Kesinger y la víctima. Sin embargo, el ADN de la madre de Kesinger no coincidía con el de la víctima.
Otras dos mujeres desaparecidas, Francis Ewalt de Montana y Vicke Lamberton de Massachusetts, también fueron descartadas.

### Posibilidad de que fuese una extra enTiburón
En agosto de 2015 se especuló con que la Dama de las Dunas podría ser una extra en la película Tiburón de 1975 (filmada en Massachusetts en 1974). Joe Hill, el hijo del autor de terror Stephen King, advirtió de esta posibilidad a la policía. Hill se enteró del caso después de leer The Skeleton Crew: Cómo los detectives aficionados resuelven los casos fríos de Estados Unidos unas semanas antes. Hill le dijo a un investigador del FBI que durante la secuencia de la película "Llegando la multitud del 4 de julio", vio a una mujer que se asemejaba a las imágenes de la víctima que se presentaban en la reconstrucción. Llevaba un pañuelo azul y unos vaqueros, similares a los que se encontraron con el cuerpo.
La película fue realizada entre mayo y octubre de 1974. El rodaje principal se realizó principalmente en Menemsha en Martha's Vineyard, a unos 160 km al sur de Provincetown.
Aunque un investigador principal señaló su interés en ello, otros lo describieron como una "especulación descabellada" y "sin sentido".

## Identificación
En 2022, los restos óseos fueron enviados a Othram; a partir de estos, se generó un nuevo perfil de ADN que se utilizó para identificar a familiares y así, finalmente, identificar a la víctima.
El 31 de octubre de 2022, la oficina local del FBI en Boston anunció que la víctima había sido identificada como Ruth Marie Terry. No se revelaron detalles de posibles sospechosos ni la razón por la que Terry se encontraba en Massachusetts en el momento de su asesinato. El FBI declaró que la identidad de Terry se determinó mediante genealogía de investigación, el mismo método utilizado para identificar a otros homicidas no identificados y a más de 150 criminales, incluido el asesino de Golden State. El caso empezó a ser investigado como homicidio por la Policía Estatal de Massachusetts (MSP).

### Fondo
Ruth Marie Terry nació el 8 de septiembre de 1936 en una choza en la ladera de una montaña en Whitwell, Tennessee, hija de Johnny y Eva Terry, su madre falleció en 1937 a la edad de 24 años. En 1957, tras un matrimonio de corte efímero, Terry dejó Whitwell para trabajar en la planta automotriz Fisher Body en Livonia, Michigan. Unos meses después, en 1958, dio a luz a su hijo Richard, pero no pudo cuidarlo debido a dificultades económicas. Permitió que el superintendente de su lugar de trabajo, Richard Hanchett Sr., adoptara a su hijo a cambio de que él sufragara sus gastos. Una vez finalizado el proceso de adopción, Terry abandonó Livonia y se mudó a California.
En 1972, Terry se acercó a su hijo, pero él no estaba listo para conocerla debido a una sobredosis de drogas que lo dejó en coma durante dieciocho días. El 16 de febrero de 1974 se casó con Guy Rockwell Muldavin, un anticuario de Reno, Nevada. Cuatro meses antes de su muerte, la pareja visitó a su familia en Whitwell. La sobrina nieta de Ruth, Brittanie Novoglonsky, recordó más tarde que Terry "no era ella misma" cuando estaba con Muldavin, quien mostraba un comportamiento posesivo hacia ella. Luego, la pareja fue a Chattanooga a visitar al medio hermano de Terry, Kenneth, y a su esposa Carole; éstos recordaron más tarde que Terry y Muldavin decían que iban a viajar por EE. UU. en busca de antigüedades. Kenneth también señaló que ellos hablaron de volver a Massachusetts cuando se marchaban.
A finales del verano de 1974, Muldavin regresó a Tennessee para comunicar a la familia de Terry que ésta había desaparecido de la casa de la pareja en California. Según su cuñada, Jan Terry, se quedó poco tiempo y se limitó a decirles que no sabía dónde estaba Terry. El hermano de Terry, James, viajó a California y contrató a un investigador privado para encontrarla. El investigador dijo a la familia de Terry que todas sus pertenencias habían sido vendidas y que ella había abandonado el estado por voluntad propia tras involucrarse en un culto religioso. En las dos décadas anteriores a su identificación, Terry figuraba como fallecida en los obituarios familiares. Carole teorizó que estaba en un programa de protección de testigos y no podía ponerse en contacto con su familia.

## Guy Muldavin
El 2 de noviembre de 2022, el MSP anunció que buscaba información sobre el difunto marido de Terry, Guy Rockwell Muldavin (27 de octubre de 1923 - 14 de marzo de 2002). Muldavin también fue conocido en vida como Raoul Guy Muldaven, Raoul Guy Rockwell y Guy Muldavin Rockwell. Era huérfano y fue adoptado por Abram Albert Zadworanski Muldavin y Sylvia "Lily" Silverblatt, y tenía un hermano, Michael Semyon J. Muldavin. En 1942, vivía en Manhattan, Nueva York, y asistía a la Academia Americana de Arte Dramático. Durante la Segunda Guerra Mundial fue apartado del servicio activo en el ejército debido a una infección de mastoiditis. El 11 de mayo de 1946, mientras trabajaba como profesor, se casó con Joellen Mae Loop en Bellevue, Pensilvania. La pareja vivió en California y después en Seattle, Washington, donde él trabajó como disc-jockey. Se divorciaron el 16 de julio de 1956.
Dos años más tarde, Raoul Guy Rockwell (nombre que usaba en ese momento) se casó con Manzanita Aileen "Manzy" Ryan el 30 de septiembre de 1958 en Kootenai, Idaho. Manzanita tenía una hija de un matrimonio anterior, Dolores Ann Mearns, que entonces tenía 18 años. Ella y su madre desaparecieron en Seattle, Washington, el Día de los Inocentes de 1960 y Muldavin era el principal sospechoso. Huyó de Seattle, pero fue detenido por el FBI y acusado de fuga ilegal para evitar declarar sobre la desaparición de ambas.
Poco después, Muldavin se casó con Evelyn Marie Emerson el 29 de julio de 1960 en el Condado de King, Washington, y volvieron a contraer matrimonio por segunda vez el 10 de agosto de 1963 en Los Ángeles. Posteriormente, Muldavin enfrentó cargos de hurto por estafar a la familia de su tercera esposa con 10.000 dólares aproximadamente en el momento en que desapareció su segunda esposa. En 1961 fue declarado culpable de esos cargos y condenado a no más de 15 años. En marzo de 1962, un juez suspendió la sentencia a condición de que Muldavin devolviera el dinero.
La escritora de novelas policíacas Ann Rule dedicó una sección de su libro de 2007 Smoke, Mirrors and Murder (Humo, espejos y asesinato) a Muldavin en relación con la desaparición en 1960 de su segunda esposa y la hija de ésta, con un extenso análisis de los esfuerzos de la policía por relacionar a Muldavin con el crimen. Los investigadores encontraron partes de cuerpos humanos desmembrados en la fosa séptica de Muldavin, pero no pudieron demostrar que fueran de ninguna de las dos mujeres desaparecidas. Según Rule, Muldavin nunca fue acusado en relación con las desapariciones, ya que el fiscal electo del condado de King era reacio a acusar a Muldavin de asesinato sin un cuerpo confirmado de una víctima. Rule menciona que Muldavin se casó con una mujer llamada "Teri" en febrero de 1974 en Reno, Nevada.
Muldavin es también el principal sospechoso del asesinato en junio de 1950 del conductor del camión de pan Henry Lawrence "Red" Baird, de 28 años, y de la desaparición de su novia, la camarera Barbara Joe Kelley, de 17 años. Barbara fue vista por última vez en el condado de Humboldt, California, el 17 de junio de 1950. Ella vivía en Fortuna, California y su novio, Baird, vivía en Eureka, California. Esa noche salieron juntos y nunca regresaron. El cuerpo de Baird fue descubierto boca abajo en la playa cerca de Table Bluff a la mañana siguiente. Había recibido un disparo en la nuca. Excepto por sus zapatos y calcetines, estaba desnudo. La ropa personal de Barbara se encontró cuidadosamente doblada y metida debajo del resto de la suya, a excepción de sus zapatos y medias. No se encontró ningún rastro de Barbara. Desde entonces no se ha vuelto a saber nada de ella y se cree que quien disparó a Baird la secuestró. Uno de los dos restaurantes en Fortuna era propiedad de los padres de la primera esposa de Muldavin, con la que entonces vivía. Barbara Kelley trabajaba en el otro restaurante. Ambos estaban en la ruta de Baird. Muldavin también trabajaba como cocinero de comida rápida en el restaurante que era propiedad de su suegro.
Alrededor de 1976 Muldavin se mudó a Chualar, una pequeña comunidad cerca de Salinas, California. Según un artículo escrito sobre él en 1985, se había jubilado de su trabajo como vicepresidente ejecutivo de una tienda de plata en Rodeo Drive en Beverly Hills. En el perfil trabajaba en la emisora de radio KAZU de Pacific Grove como presentador voluntario de un programa semanal de tres horas de duración sobre "envejecimiento, crecimiento y transiciones". También trabajaba en un estanco de Carmel. Según su obituario, murió en su casa de Salinas de una "larga enfermedad", nació en Santa Fe, Nuevo México, era "comprador de Bullocks y artista, actor y poeta". Le sobrevivieron su esposa Phyllis Muldavin y su hermana Joan Towers, de Salinas".
El 28 de agosto de 2023, Muldavin fue nombrado oficialmente como el asesino de Terry.

## Sospechosos anteriores
En 1981, los investigadores descubrieron que una mujer que se parecía a la víctima había sido vista con el mafioso Whitey Bulger alrededor del momento en que presumiblemente murió la mujer. Bulger era conocido por quitarle los dientes a sus víctimas. No se ha demostrado un vínculo con Bulger, y fue asesinado en prisión en 2018. 
Tony Costa, un asesino en serie que actuó en la zona, fue el primer sospechoso, pero luego fue eliminado. Costa murió el 12 de mayo de 1974. La víctima fue encontrada en julio de 1974.

### Confesión de Hadden Clark
El asesino en serie Hadden Clark confesó el asesinato, declarando "Podría haberle dicho a la policía cómo se llamaba, pero después de que me dieran una paliza, no iba a decirles una mierda". [...] Este asesinato aún no se ha resuelto y lo que la policía busca está en el jardín de mi abuelo". Las autoridades dicen que Clark sufre de esquizofrenia paranoide, una condición que puede llevar a alguien a confesar falsamente los crímenes.
En 2004, Clark envió una carta a un amigo declarando que había matado a una mujer en Cape Cod, Massachusetts. También envió dos dibujos: uno de una mujer desnuda y sin manos tumbada sobre su estómago, y otro de un mapa que señala dónde se encontró el cuerpo.
En abril de 2000, Clark llevó a la policía a un lugar donde afirmó haber enterrado a dos víctimas 20 años antes. También declaró que había asesinado a varias otras en varios estados entre los años setenta y noventa.

## Obras citadas y lecturas adicionales
- Halber, Deborah (2015). The Skeleton Crew: How Amateur Sleuths Are Solving America's Coldest Cases. New York: Simon & Schuster. ISBN 978-1-451-65758-6.
- Lee, Sandra (12 de diciembre de 2012). The Shanty : Provincetown's Lady in the Dunes. Frederick County, Maryland: America Star Books. ISBN 978-1630000608.